# Michał Bryl
Michał Bryl (ur. 9 października 1994 w Łasku) – polski siatkarz plażowy pochodzący z Łasku. Od 2017 roku tworzył duet z doświadczonym olimpijczykiem Grzegorzem Fijałkiem, a od 2021 roku z Bartoszem Łosiakiem. W 2020 roku razem z Grzegorzem Fijałkiem wygrali turniej z cyklu World Tour w Doha, który ma rangę czterech gwiazdek. Wystąpił również na Igrzyskach Olimpijskich 2020 w Tokio, gdzie dotarł do 1/8 finału.